# Luchthaven Skiathos
De Luchthaven Skiathos of Luchthaven Alexandros Papadiamantis (Grieks: Κρατικός Αερολιμένας Σκιάθου Αλέξανδρος Παπαδιαμάντης), is de enige luchthaven op het Griekse eiland Skiathos. De Boeing 757 is het grootste vliegtuig dat veilig kan landen op de luchthaven.

## Startbaan
De enige startbaan op de luchthaven is slechts 1.628 meter lang. Hierdoor kunnen enkel lichte vliegtuigen opstijgen vanaf de luchthaven. Vliegtuigen van de Airbus A320-familie of Boeing 737s en de wat langere Boeing 757 met als bestemming West-Europa bijvoorbeeld kunnen maximum genoeg brandstof meenemen om ongeveer 40% van dit traject af te leggen. De meeste van deze toestellen maken een tussenlanding op de luchthaven van Thessaloniki om extra brandstof in te slaan. De startbaan op de luchthaven van Thessaloniki is wel lang genoeg.